# Dyomyx inferior
Dyomyx inferior är en fjärilsart som beskrevs av Herrich-Schäffer 1869. Dyomyx inferior ingår i släktet Dyomyx och familjen nattflyn. Inga underarter finns listade i Catalogue of Life.